# Ауґустово (Бидґозький повіт)
Ауґустово (пол. Augustowo) — село в Польщі, у гміні Добрч Бидґозького повіту Куявсько-Поморського воєводства.
У 1975-1998 роках село належало до Бидгощського воєводства.